# Martin Blaha
Martin Blaha (Olomouc, 8 agosto 1985) è un calciatore ceco, portiere del Sigma Olomouc.